# Apamea delineata
Apamea delineata là một loài bướm đêm trong họ Noctuidae.